# Ciclo de Carnot

Diagrama p-V do Ciclo de Carnot. é a temperatura da fonte quente e, da fonte fria (ambas medidas em kelvin). e representam as isotermas, enquanto que e, as curvas adiabáticas.

Ciclo de Carnot é um ciclo termodinâmico ideal proposto pelo engenheiro francês Sadi Carnot em sua obra de 1824, Reflexões sobre a força motriz do fogo. Teoricamente executado pela máquina de Carnot, possui o funcionamento entre duas transformações isotérmicas e duas adiabáticas alternadamente, e, dessa forma, permite a menor perda de energia — na forma de calor — para o meio externo.

## Rendimento
O rendimento da máquina de Carnot é o máximo que uma máquina térmica trabalhando entre dadas temperaturas da fonte quente e da fonte fria pode ter (Mas o rendimento nunca chega a 100%). O rendimento da máquina em percentagem é igual a:
{\displaystyle \left(1-{\frac {T_{f}}{T_{q}}}\right)\times 100\%}
Onde:
{\displaystyle T_{f}} = Temperatura da fonte fria(em Kelvin)
{\displaystyle T_{q}} = Temperatura da fonte quente (em Kelvin)
A utilidade da máquina de Carnot é descobrir se uma máquina térmica tem bom rendimento, para assim ver se seu custo é viável para a indústria.
A possibilidade de interconversão entre calor e trabalho possui restrições para as máquinas térmicas. O Segundo Princípio da Termodinâmica, elaborado em 1824 por Sadi Carnot, é enunciado da seguinte forma:
" Para haver conversão contínua de calor em trabalho, um sistema deve realizar ciclos entre fontes quentes e frias, continuamente. Em cada ciclo, é retirada uma certa quantidade de calor da fonte quente (energia útil), que é parcialmente convertida em trabalho, sendo o restante rejeitado para a fonte fria (energia dissipada)"

## Funcionamento da máquina de Carnot

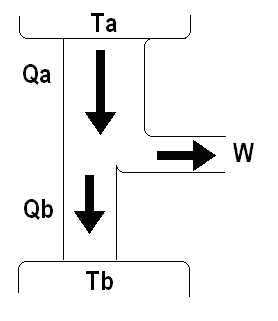
Figura 1 - Calor convertido em trabalho

Na figura 1 mostraremos a energia e a temperatura em {\displaystyle Q} e {\displaystyle T} respectivamente, que durante cada ciclo do motor, a substância de trabalho absorve a energia {\displaystyle Q_{a}} sob a forma de calor de um reservatório térmico mantido a temperatura constante {\displaystyle T_{a}} e libera a energia {\displaystyle Q_{b}} sob a forma de calor para um segundo reservatório térmico mantido a uma temperatura inferior, também constante {\displaystyle T_{b}}.
Exemplo: Em uma locomotiva a vapor, a caldeira representa a fonte quente, de onde é retirada uma certa quantidade de calor. Parte dessa energia térmica, denominada energia útil, é convertida em trabalho mecânico. A outra parte dessa energia, chamada energia dissipada, é jogada para a atmosfera, que, nesse caso, possui o papel de fonte fria.
O rendimento de uma máquina térmica é dado pelo quociente do trabalho pela energia útil, onde o trabalho é definido pela diferença entre a energia útil e a energia dissipada. A equação do rendimento pode ser reescrita como a diferença entre a unidade e o quociente da energia dissipada pela energia útil.
Rendimento da Maquina ({\displaystyle r})
Rendimento da Maquina em % ({\displaystyle r})
Trabalho ({\displaystyle W})
onde:
{\displaystyle {r}} é o rendimento;
{\displaystyle {Q_{1}}} é a energia útil;
{\displaystyle {W}} é o trabalho;
{\displaystyle {Q_{2}}} é a energia dissipada;

## Processos do Ciclo e trabalho realizado
O Ciclo de Carnot demonstra que o maior rendimento possível para uma máquina térmica é o de uma máquina que realizasse um ciclo de duas transformações adiabáticas e duas transformações isotérmicas, alternadas entre si, de acordo com o esquema:
1) Processo isotérmico reversível, no qual o calor é transferido do, ou para o reservatório de alta temperatura;
2) Processo adiabático reversível, no qual a temperatura do fluido de trabalho de um reservatório a alta temperatura diminui até o outro;
3) Processo isotérmico reversível, cujo calor é transferido do, ou para o reservatório de menor temperatura;
4) Processo adiabático reversível, em que a temperatura do fluido de trabalho vai aumentando desde o reservatório (a baixa temperatura) até o outro

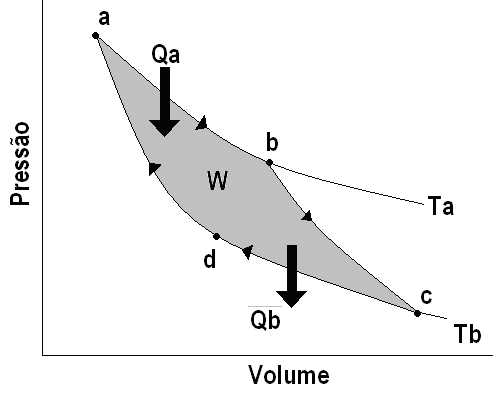
Figura 2 - Diagrama Pressão x Volume para o Ciclo de Carnot

A figura 2 mostra um diagrama PV (pressão e Volume) do ciclo de Carnot. Como indicado pelas setas, o ciclo é percorrido no sentido horário. Imaginemos que a substância de trabalho é um gás, confinado em um cilindro isolado com um pistão pesado móvel. O cilindro pode ser colocado à vontade sobre qualquer um dos dois reservatórios térmicos, como na figura 3, ou seja, uma placa isolante. A figura 2 mostra que, se colocarmos o cilindro em contato com o reservatório em alta temperatura com temperatura Ta, o calor |Qa| se transfere para a substância de trabalho partindo deste reservatório quando o gás sofre uma expansão isotérmica do volume Va para o volume Vb. Analogamente, com a substância de trabalho em contato com o reservatório em baixa temperatura com temperatura Tb, o calor |Qb| se transfere da substância de trabalho para o reservatório em baixa temperatura quando o gás sofre uma compressão isotérmica do volume Vc para o volume Vd.

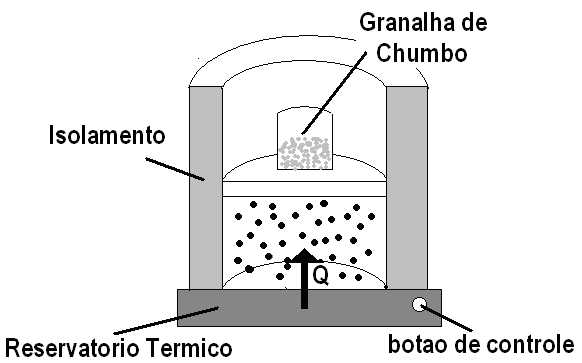
Figura 3 - Reservatório 1

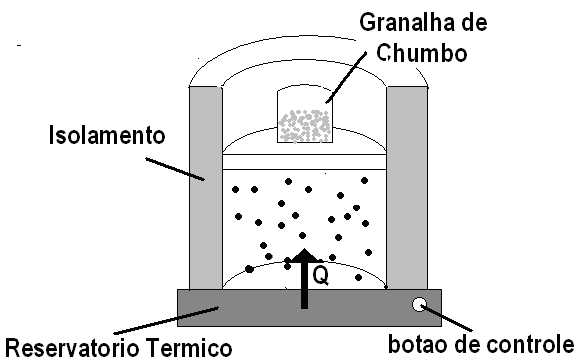
Figura 3 - Reservatório 2

Supomos que a transferência de calor para a substância de trabalho ou retirado de calor da substância de trabalho só podem acontecer durante os processos isotérmicos ab e cd da fig. 2. Confirmamos que os processos bc e da que se juntam às duas isotermas nas temperaturas Ta e Tb são processos adiabáticos, ou seja, reversíveis, são processos nos quais não se transfere nenhuma energia sob a forma de calor. Para garantir que isto ocorra, durante os processos bc e da o cilindro é colocado sobre uma placa isotérmica quando o volume da substância de trabalho está variando.
O trabalho representado na figura 2 pela área sob a curva abc, mostra que a substância de trabalho está expandido, ou seja, realizado trabalho positivo quando ela eleva o pistão carregado. E o trabalho representado pela área sob a curva cda, mostra que a substância de trabalho está sendo comprimida, que significa estar realizado trabalho negativo sobre o ambiente ou, que é equivalente, o ambiente externo esta realizando trabalho sobre ela quando o pistão carregado desce.

## Máquina de refrigeração
O Ciclo de Carnot em sentido anti-horário ilustra o funcionamento de uma máquina de refrigeração, em seu máximo rendimento.

## Quociente de energia
No Ciclo de Carnot o quociente da energia dissipada pela temperatura da fonte fria é igual ao quociente da energia útil pela temperatura da fonte quente. Ou seja, os calores trocados pelas fontes quente e fria são proporcionais às temperaturas das fontes quente e fria. Logo, se tem que o quociente da energia dissipada pela energia útil é igual ao quociente da temperatura da fonte fria pela fonte quente. Assim, o rendimento fica igual à diferença de uma unidade com o quociente da temperatura da fonte fria pela da fonte quente.
onde:
{\displaystyle {T_{1}}} é a temperatura da fonte quente;
{\displaystyle {T_{2}}} é a temperatura da fonte fria;
{\displaystyle {Q_{1}}} é a energia útil;
{\displaystyle {Q_{2}}} é a energia dissipada;
O propósito de qualquer motor é transformar o máximo possível de energia extraída em trabalho. O motor de Carnot (ou seja, o motor de uma máquina térmica que opera no Ciclo de Carnot) necessariamente possui eficiência térmica menor que a unidade – ou seja, essa eficiência térmica é menor que 100%. Isto mostra que apenas parte da energia extraída em forma de calor de um reservatório de alta temperatura está disponível para realizar trabalho. O resto é liberado para o reservatório de baixa temperatura.
A máquina operante no Ciclo de Carnot independe da substância com que trabalhe. Ou seja, o rendimento de uma máquina térmica é função exclusiva das temperaturas que formam os corpos quente e frio. Logo, duas máquinas térmicas diferentes que operem sob mesma temperatura (no Ciclo de Carnot) possuem rendimentos iguais.

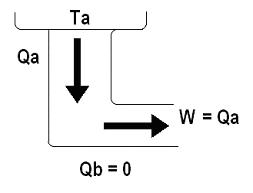
Figura 4 - Calor Qa é convertido completamente em trabalho W

Observação: um rendimento igual a 100% (figura 4), como idealizavam os inventores, é fisicamente impossível: para o rendimento máximo, todo calor que vem da fonte quente deveria ser convertido em trabalho. Isto só ocorreria se a temperatura da fonte fria fosse zero absoluto.